# Vivian Zahl Olsen
Vivian Zahl Olsen född 24 januari 1942 i Asker, är en norsk tecknare, grafiker och illustratör.
Hon är utbildad vid Statens håndverks- og kunstindustriskole. Hon har illustrerat en rad skolböcker, fackböcker och bilderböcker, bland annat Flode alene av Trond Viggo Torgersen och Fru Pigalopp av Bjørn Rønningen. Hon har också tecknat för ett stort antal serier för barn-TV, och gjort dekorationer och animerade filmer.
Zahl Olsen har mottagit flera priser både i Norge och internationellt, bland annat Jacobpriset 1980 och Cappelenpriset 1981.